# Mauropteron farinum
Mauropteron farinum är en tvåvingeart som beskrevs av Daniels 1987. Mauropteron farinum ingår i släktet Mauropteron och familjen rovflugor. Inga underarter finns listade i Catalogue of Life.